# Australia (Spiel)
Australia ist ein 2005 bei Ravensburger erschienenes Brettspiel von Wolfgang Kramer und Michael Kiesling für 2 bis 5 Spieler. Die Spieler schlüpfen in die Rolle von Rangern, die zu Beginn des 20. Jahrhunderts Australien industriell erschließen, aber auch die Natur schützen. Dazu nutzen sie Doppeldecker-Flugzeuge, um die entlegenen Regionen des dünn besiedelten Kontinents zu erreichen.
Im Dezember 2005 hat die Zeitschrift Games Magazine Australia zum Game of the Year 2006 erklärt.

## Inhalt
- 1 Spielplan, zeigt Australien, unterteilt in 6 Staaten und 24 Regionen
- 75 Ranger (20× schwarz, 20× weiß, 14× orange, 11× blau, 10× braun)
- 5 Flugzeuge (je 1× schwarz, weiß, orange, blau, braun)
- 5 Wertungssteine (je 1× schwarz, weiß, orange, blau, braun)
- 5 Spielertafeln
- 42 Karten (10× blau, 8× grün, 7× orange, 6× grau, 6× rot, 5× gelb)
- 24 Industrialisierungsplättchen (3× 4, 4× 5, 5× 6, 5× 7, 4× 8, 3× 9)
- 24 Naturschutzplättchen
- 44 Münzen (Australische Dollar)
- 1 Windrad mit Stellfuß, Ring und Druckknopf für die Profi-Version
- 1 Spielanleitung, 8 DIN-A4-Seiten

## Spielbeschreibung
Zu Beginn des Spieles erhält jeder Spieler ein Flugzeug, Ranger (Anzahl hängt von der Spielerzahl ab) und eine Spielertafel, auf der er seine Aktionsmöglichkeiten nachlesen kann. Die Karten werden nach den Rückseiten sortiert, gemischt und je 8 verdeckt ausgelegt. Reihum nehmen sich die Spieler je eine Karte bis jeder 2 Karten auf der Hand hat. In jede Region werden je ein Naturschutzplättchen und ein verdecktes Industrialisierungsplättchen gelegt. Nun beginnt das eigentliche Spiel. Jeder Spieler hat in seinem Zug 2 der folgenden Möglichkeiten:
- In eine Region fliegen und ein ggf. dort noch verdecktes Industrialisierungsplättchen umdrehen.
- Eine zur Region passende Karte ausspielen und Ranger absetzen sowie ggf. Geld einnehmen.
- Ranger aus der Region zurücknehmen.

Gegen Zahlung von Dollars hat er zudem folgende Möglichkeiten:
- Für 3 Dollar darf er eine nicht zur Region passende Karte ausspielen.
- Für 4 Dollar darf er zusätzlich einen Ranger versetzen.

Anschließend zieht er eine Karte nach.
Durch das Einsetzen von Rangern kann es zu folgenden Projektwertungen kommen:
- Naturschutz-Projekte werden immer dann gewertet wenn alle Einsatzorte mit Rangern besetzt sind. Der Spieler, der den letzten Platz besetzt erhält 3 Bonuspunkte, für die Ranger erhalten die Spieler je einen Punkt für einen Ranger an Land und zwei für Ranger auf Schiffen.
- Industrialisierung: Wenn die Anzahl der Ranger in einer Region der Zahl auf dem umgedrehten Industrialisierungsplättchen entspricht, wird die Industrialisierung abgeschlossen. Wieder erhält der Spieler, der dafür gesorgt hat 3 Bonuspunkte und für die Ranger werden Punkte wie oben vergeben.

Ferner können Punkte erhalten werden wenn beim Ausspielen einer Karte keine Ranger abgesetzt werden und jeder verbliebene Dollar zählt am Ende einen Punkt.
Das Spiel endet wenn alle Stapel aufgebraucht sind und ein Spieler keine Karten mehr auf der Hand hat.
In der Profi-Version kommt zusätzlich das Windrad ins Spiel und statt auf einen Einsatzort können Ranger auch auf der Rangerleiste platziert werden. Dort bringen sie immer dann Punkte wenn das siebte Industrialisierungs- oder Naturschutzplättchen auf der Windradleiste abgelegt wird.
Sieger ist in beiden Fällen der Spieler, der die meisten Punkte eingesammelt hat.

## Einsatz bei Meisterschaften
Australia wurde 2005 bei den Finalspielen der Deutschen Mannschaftsmeisterschaft im Brettspiel gespielt.

## Auszeichnungen
- Games Magazine: Game of the Year 2006
- Nominiert für den Nederlandse Spellenprijs 2005
- Platz 15 beim Japan Boardgame Prize 2005 Kategorie „The Best Advanced Game“